# Haroldo da Silva
Haroldo da Silva, född 10 september 1929, död 24 maj 1995, var en friidrottare från Brasilien. Han deltog vid olympiska sommarspelen 1948.